# 17268 Yasonik
17268 Yasonik è un asteroide della fascia principale. Scoperto nel 2000, presenta un'orbita caratterizzata da un semiasse maggiore pari a 2,794911 UA e da un'eccentricità di 0,094748, inclinata di 2,813265° rispetto all'eclittica. Ha un diametro di 4,735 km.